# Sân vận động Quốc gia Somhlolo
Sân vận động Quốc gia Somhlolo (tiếng Anh: Somhlolo National Stadium) là một sân vận động đa năng ở Lobamba, Eswatini. Được xây dựng vào năm 1968, sân có mặt sân cỏ nhân tạo và có sức chứa 20.000 người. Sân được sử dụng cho các trận đấu bóng đá và bóng bầu dục.
Sân vận động được đặt tên theo Nhà vua Somhlolo, người đã chuyển người của mình vào khu vực mà nay là Eswatini khoảng 200 năm trước, và được coi là người khai sinh ra Eswatini.